# Луковична ливадина
Луковична ливадина (Poa bulbosa) е многогодишно тревисто растение от семейство Житни.

## Описание
Растението достига височина от 15 до 35 cm. Вместо цветове в класчетата най-често се развиват луковички, чрез които растението се размножава. Цъфти през април – юни.

## Разпространение
Обитава сухи тревисти места, ливади и пасища. В България е разспространена в цялата страна на височина 0 и 1000 m.